# Liste der Bischöfe von Dunblane
Die folgenden Personen waren Bischöfe des Bistums Dunblane in Schottland:
- um 1155 x 1160–1174 Laurence
- um 1178–um 1196 Simon
- um 1196 W.
- um 1198–1210 Jonathan
- 1210 × 1214–1220 × 1225 Abraham
- um 1225–1226 Ralph (Elekt)
- um 1227–1230 Osbert
- 1233–1258 Clement
- 1259–1284 Robert of the Provender
- 1284–1296 William
- 1296–1300 × 1301 Alpin
- 1301–1306 × 1307 Nicholas
- 1307–1319 × 1320 Nicholas Balmyle
  - 1319 × 1322 Roger de Balnebrich (elekt)
- 1322–1347 Maurice of Inchaffray
- 1347–1361 William
- 1361–1371 Walter de Coventre
- 1371 x 1372–1380 Andrew
- 1380–1396 × 1403 Dougal Drummond
- 1403–1419 Finlay Colini
- 1419–1429 William Stephani (vorher Bischof von Orkney)
- 1429–1445 x 1447 Michael Ochiltree
  - 1446 × 1447 Walter Stewart
- 1447–1466 Robert Lawder
  - x 1467 John Spalding
- 1466–1485 × 1487 John Hepburn
- 1487–1526 James Chisholm
- 1526–1564 William Chrisholm I
- 1564–1573 William Chisholm II (Koadjutor 1561–1564)

## Bischöfe derChurch of Scotlandnach der Reformation 1560
- 1573 × 1575–1603 Andrew Graham
- 1603–1615 George Graham (danach Bischof von Orkney)
- 1615–1635 Adam Bellenden (danach Bischof von Aberdeen)
- 1636–1638 James Wedderburn
- 1661–1671 Robert Leighton (danach Erzbischof von Glasgow)
- 1673–1684 James Ramsay (danach Bischof von Ross)
- 1684–1689 Robert Douglas
- 1716–1731 vakant

## Bischöfe derScottish Episcopal Church
- 1731 John Gillan
- 1735 Robert White
- 1744 Thomas Ogilvie (Elekt)
- 1774 Charles Rose, † 1791 (Bischof der Church of Scotland)
- 1776 Diözese vereint mit Dunkeld